# Gary Usher
Pour les articles homonymes, voir Usher (homonymie).
Gary Usher est un auteur-compositeur et producteur de rock américain né le 14 décembre 1938 à Los Angeles et mort le 25 mai 1990 dans cette même ville. Dans les années 1960, il coécrit plusieurs chansons avec Brian Wilson pour les Beach Boys. Il produit par la suite des albums pour les groupes The Byrds ou The Peanut Butter Conspiracy, entre autres. Il réalise également de la musique de son côté sous le nom de Sagittarius (un album en 1968) ou Celestium (un album en 1984).
Il meurt d'un cancer à l'âge de 51 ans.

## Quelques albums produits par Gary Usher
- 1964 : Go Little Honda des Hondells
- 1964 : Hondells des Hondells
- 1964 : The Beatles' Story album documentaire américain des Beatles
- 1965 : Hit City '65 des Surfaris
- 1966 : In Action de Keith Allison
- 1967 : Younger Than Yesterday des Byrds
- 1967 : Of Cabbages and Kings de Chad & Jeremy
- 1967 : The Peanut Butter Conspiracy Is Spreading des Peanut Butter Conspiracy
- 1968 : The Notorious Byrd Brothers des Byrds
- 1968 : Sweetheart of the Rodeo des Byrds
- 1968 : The Ark de Chad & Jeremy
- 1968 : Waiting for the Electrician or Someone Like Him des Firesign Theatre
- 1968 : Present Tense de Sagittarius
- 1971 : Wackering Heights des Wackers
- 1972 : Hot Wacks des Wackers
- 1977 : Going Public de Bruce Johnston
- 1984 : Sanctuary de Celestium